# Sillaphyton
Sillaphyton, monotispki rod štitarki s Korejskog poluotoka. Jedina je vrsta S. podagraria, nekada svrstavana u rod Peucedanum.

## Sinonimi
- Peucedanum podagraria H. Boiss.